# Joseph Lange

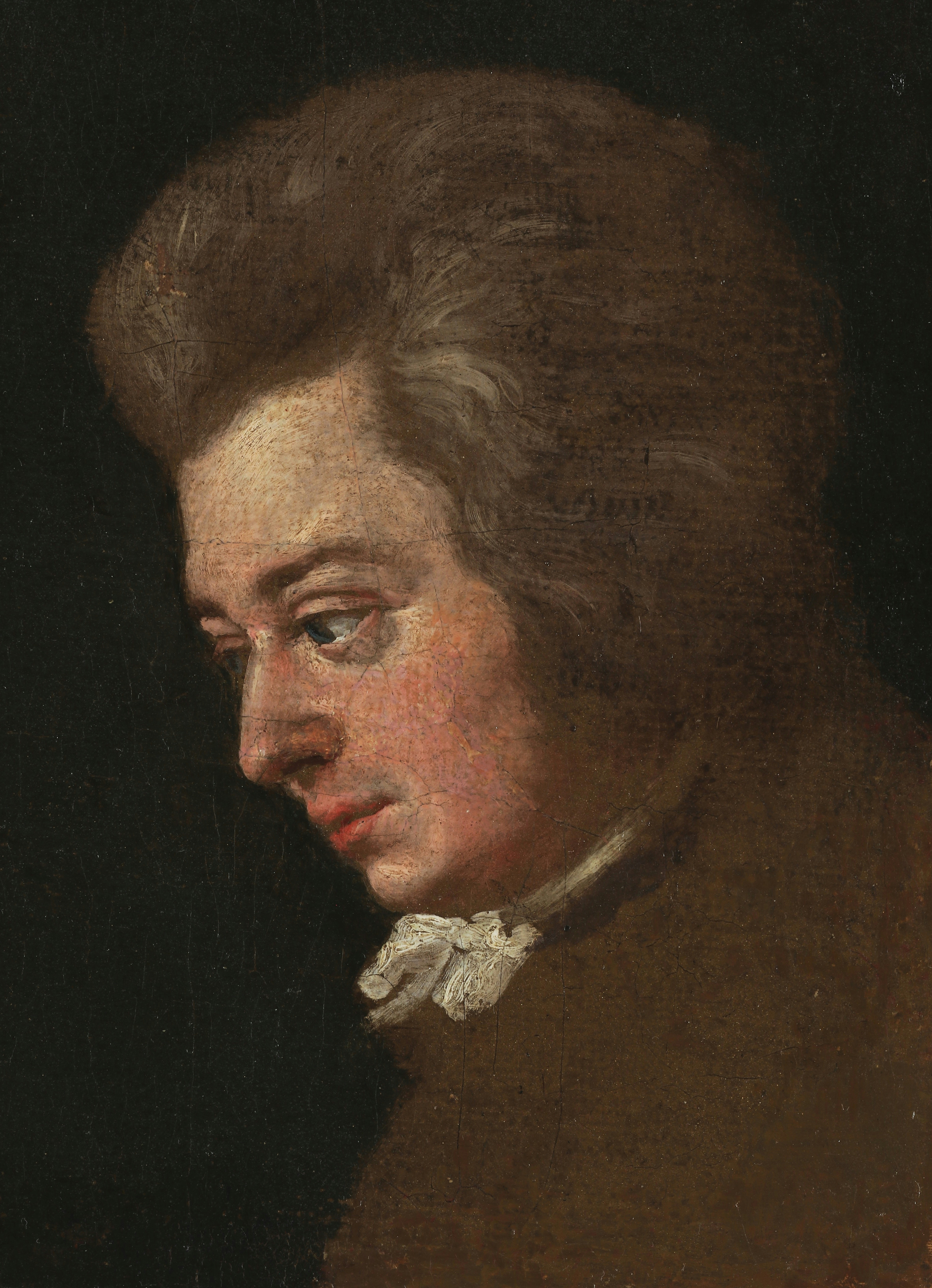
Langes Mozartporträtt i dess ursprungliga format.

Joseph Lange, född 1 april 1751 i Würzburg, död 18 september 1831 i Wien, var en tysk skådespelare, målare, tonsättare och författare. Han är den som målat den förmodligen mest kända bilden av sin svåger Wolfgang Amadeus Mozart, sannolikt från 1782/1783, och som musikforskaren Michael Lorenz upptäckte, som visar Mozarts huvud i formatet 19 × 15 cm. År 1789 påbörjade han en förstoring av porträttet för att också infoga Mozarts överkropp och ett klaver, men arbetet avslutades aldrig.
Lange var gift med Aloisia Weber, syster till Mozarts hustru Constanze.